# Historia LGBT en Hungría
La historia LGBT en Hungría, si bien es un tema político y de derechos civiles cada vez más debatido, ha recibido muy poca atención académica. Los historiadores de Hungría han ignorado claramente la sexualidad, especialmente la sexualidad queer o no normativa, con la excepción de la prostitución. Las razones de esto, en gran medida, tienen que ver con la disponibilidad de fuentes históricas, sin memorias históricas y testamentos de personas LGBT húngaras aún encontrados y el 'Registro de Homosexuales' de la policía perdido o destruido después de 1989.

## Historia temprana

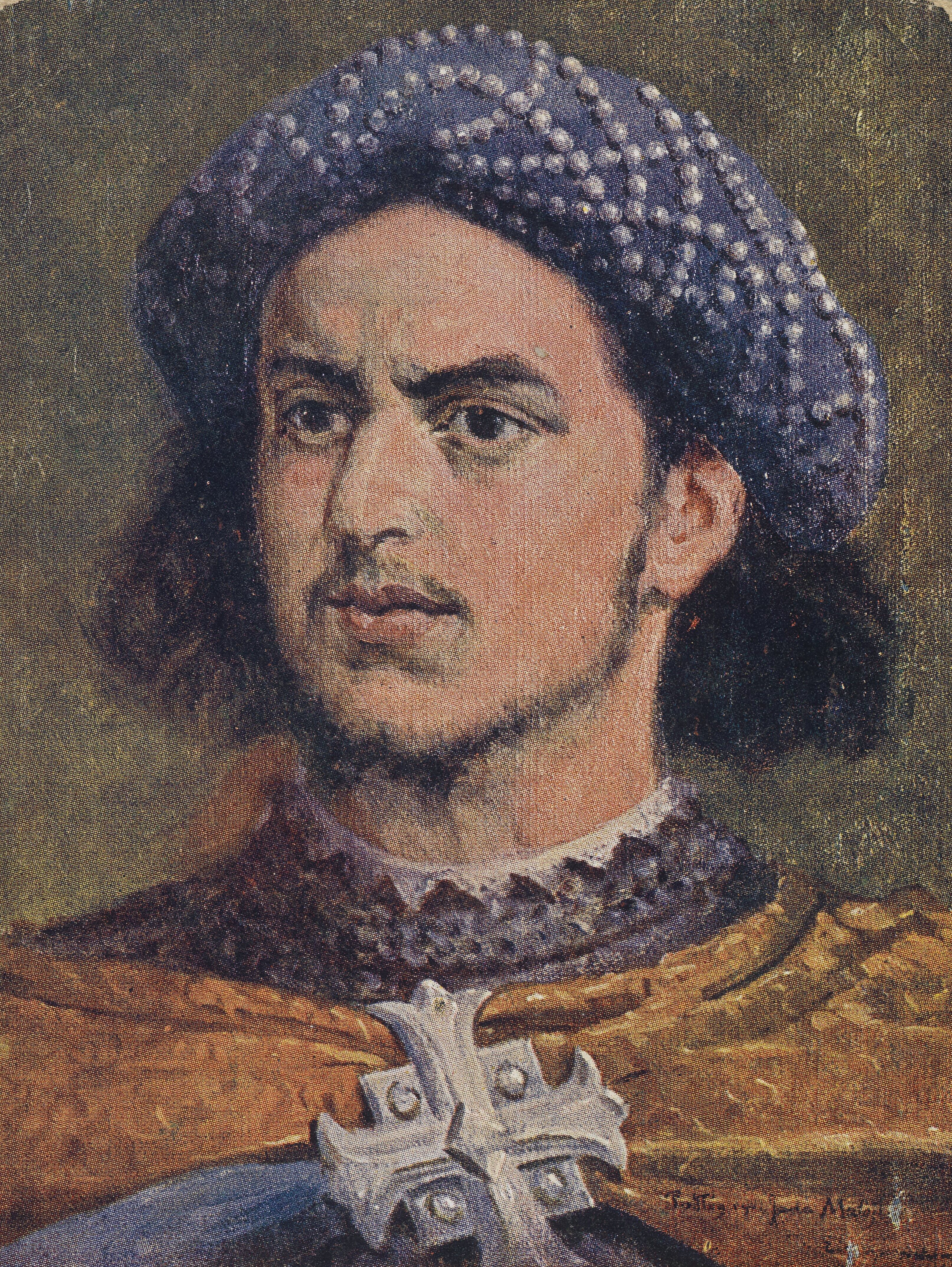
Vladislao III Jagellón.

En la Europa católica medieval, la "sodomía" se usaba a menudo como una acusación contra enemigos políticos e ideológicos, y una forma de deshonrar a figuras históricas muertas. Según el cronista Jan Długosz, la derrota y muerte en la Batalla de Varna del rey de Hungría y Polonia Vladislao III Jagellón, fue un castigo divino por su conducta pecaminosa. El cronista escribió que antes de la batalla el rey in marium libidinem proclivus' - "(estaba) inclinado a los deseos masculinos", descrito más tarde como repugnante y en contra de la pureza. En las obras modernas hay hipótesis, que "quizás el rey tuvo un compañero durante un tiempo, el secretario Jan, varios años mayor, hijo del castellano de Lviv".
El rey de Hungría, Rodolfo II, se colgó como premio en una serie de negociaciones diplomáticas para matrimonios, pero nunca se casó. Durante sus períodos de aislamiento autoimpuesto, según los informes, Rodolfo tuvo aventuras con su chambelán de la corte, Wolfgang von Rumpf, y una serie de ayudantes de cámara. Uno de ellos, Philip Lang, lo gobernó durante años y fue odiado por quienes buscaban el favor del emperador. Además, se sabía que Rudolf había tenido una sucesión de aventuras con mujeres, algunas de las cuales afirmaban haber sido impregnadas por él. El emperador fue objeto de una campaña de susurros por parte de sus enemigos en su familia y la Iglesia Católica en los años previos a su destitución. Las acusaciones sexuales bien pueden haber formado parte de la campaña en su contra.
Su contemporáneo voivoda y luego príncipe de Transilvania, Segismundo Báthory, se casó con María Cristina de Habsburgo, sobrina de Rodolfo II en 1595. Sin embargo, el matrimonio nunca se consumó y después de la noche de bodas, Segismundo envió a su esposa a una fortaleza en Kővárgara, donde la mantuvieron como prisionera. El historiador László Nagy señala que los contemporáneos de Segismundo no hicieron referencia a su relación con las mujeres, lo que implica que Segismundo era homosexual.

## Austria-Hungría
El sexo entre hombres estaba penalizado de acuerdo con el Código Penal húngaro de 1878 (rechazaba conscientemente el enfoque de Austria, que penalizaba tanto la homosexualidad femenina como la masculina). El párrafo 241 del Código Penal húngaro penalizaba los actos sexuales entre hombres y la bestialidad como termèszet ellenes fajtalanság (“fornicación antinatural”) punible con hasta un año de fogház (la forma de prisión más indulgente), mientras que el párrafo 242 declaraba los “delitos no consentidos contra natura” punibles con hasta cinco años de prisión, con posibilidad de cadena perpetua si el acto causó la muerte de la víctima. El significado exacto de esos términos nunca se definió concretamente y permaneció abierto a diferentes interpretaciones hasta su despenalización final en 1961. Desde la década de 1880, las cuentas oficiales (gobierno, policía o fuentes de salud pública) evitaron intencionalmente abordar el tema de la homosexualidad femenina.
Como en muchos otros lugares europeos donde la homosexualidad era ilegal en ese momento, la criminalización no impidió que los hombres tuvieran relaciones sexuales y románticas con otros hombres. Las autoridades de Budapest eran muy conscientes de la creciente cultura queer en la ciudad en rápido desarrollo y modernización. La Policía Metropolitana a fines de la década de 1880 se convirtió en una de las primeras fuerzas policiales en crear un "registro de homosexuales" como parte integral de los esfuerzos de las autoridades húngaras para establecer una ciudad moderna. Pasaron más de dos décadas antes de que el registro (junto con la propia policía) comenzara a funcionar con mayor eficacia. Se desconoce la fecha exacta en que se creó el registro, pero parece haber alcanzado su forma final en 1908 y, como registro constante, ha durado al menos hasta la despenalización de la homosexualidad en 1961; sin embargo, también hay indicios de que en realidad estuvo vigente hasta 1989. La mayor parte de la información sobreviviente sobre el contenido del registro proviene de los escritos de los médicos de la década de 1930. A principios del siglo XX, la policía de Budapest encontró "preocupante que la perversión entre hombres sea bastante común en la capital", y debido a eso, asumieron la responsabilidad de reducir y eliminar lo que consideraban los efectos nocivos de la sexualidad entre personas del mismo sexo y otras «aberraciones sexuales» (como el chantaje, la prostitución y otros delitos). Parece que, si bien la policía seguía registrando a los homosexuales, solo presentaba cargos en circunstancias específicas.
En 1908, el célebre escritor húngaro Soma Guthi publicó Homosexual Love como parte de su serie de novelas policiacas. La novela giraba en torno a una trágica historia de amor entre dos caballeros bien situados, y ahora se erige como una de las pocas fuentes húngaras de este período que aborda directamente el amor y la sexualidad entre personas del mismo sexo. Otras son las publicaciones de los periodistas de investigación Kornèl Tábori y Vladimir Szèkely. En A Bűnös Budapest ("Budapest pecaminosa", 1908), el primer libro que recopila sus reportajes sobre la Budapest "real", Tábori y Székely dedicaron un capítulo a la homosexualidad masculina titulado A Beteg Szerelem Lovagjai ("Los caballeros del amor enfermo"). Poco después de la publicación de "Budapest pecaminosa", Tábori y Székely publicaron un segundo libro, Bűnös Szerelem ("Amor pecaminoso"), total y explícitamente dedicado a la sexualidad queer. También incluyó escritos sobre lesbianas, presentadas como más privadas y menos interesadas en crear una subcultura metropolitana que sus contrapartes masculinas.
El trabajo periodístico de Tábori y Székely encontró que había una asociación homosexual húngara formalmente establecida en la primera década del siglo XX. No estaba registrada oficialmente, como legalmente no podría haberlo estado. El club tenía su sede en Budapest, pero pronto tuvo "oficinas" en varias ciudades dentro del Reino húngaro, incluidas Arad, Nagyvárad, Kolozsvár, Pécs y Székesfehérvár. Todas las oficinas tenían suscripciones a una serie de publicaciones queer-friendly o exclusivamente homosexuales, incluida la publicación alemana Der Eigene, la primera revista gay del mundo.

## Período de entreguerras
En 1919, cuando se estableció abreviadamente la República Soviética Húngara, se creó un nuevo sistema judicial de Tribunales Revolucionarios. El Departamento de Criminología Experimental del Tribunal Revolucionario de Budapest realizó un esfuerzo novedoso para juzgar el crimen a través de los ojos de un enfoque sociomédico integral que incorporó teorías psicoanalíticas (nuevas en ese momento), y los documentos sobrevivientes dan testimonio de esos objetivos. Hay dos estudios de casos sobrevivientes del Departamento de Criminología Experimental que tratan explícitamente la sexualidad, uno con la homosexualidad. Esos expedientes presentan las circunstancias de vida del acusado, lo que implica que la sexualidad es maleable y no fijada, y la historia sexual (por ejemplo, agresión infantil) como un determinante importante de la acción de las personas.

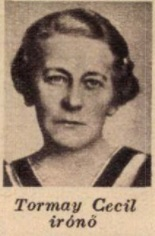
Cecilé Tormay.

Después de establecerse el Reino de Hungría, la política oficial sobre la familia y la sexualidad cambió hacia el conservadurismo y la alabanza del modelo familiar burgués "tradicional". Aun así, el Reino fue escenario del escándalo de Eduardina Pallavicini y Cécile Tormay, y del posterior juicio de divorcio que despertó el interés de las autoridades y del público y mostró cómo los escándalos que involucran a la alta sociedad siempre fueron también políticos, esta vez involucrando a dos mujeres destacadas en Los círculos políticos de Horthy. El 30 de octubre de 1923, el conde Rafael Zichy solicitó el divorcio de su esposa, la condesa Eduardina Pallavicini (hija del economista Ede Pallavicini), bajo la acusación de una relación "antinatural" entre su esposa y Cecilé Tormay. Esta relación causó un gran escándalo en su momento y fue ampliamente comentada por la prensa contemporánea hasta el punto de que las dos mujeres, para proteger su imagen, decidieron demandar al Conde Zichy quien finalmente fue condenado a un año y medio de prisión. Se trataba de la intervención personal de Miklós Horthy, empeñado en proteger una imagen de mujer que promovía los valores conservadores de su régimen.
En 1926 se publicó en Budapest uno de los primeros libros dedicados por completo a los aspectos modernos del "problema de la homosexualidad". Su autor, el Dr. György Pál, describió la homosexualidad como un fenómeno de masas que reapareció repentinamente después de la Primera Guerra Mundial y como un "tema candente de la era moderna" que tampoco podía ser ignorado en Hungría. La rápida expansión de la vida homosexual, la "gran marea homosexual que inunda Budapest", se presentó como una característica inherente de la urbanización global y como un desarrollo paralelo a los que convirtieron a Budapest en una metrópolis de clase mundial. Según la estimación de Pál, en la década de 1920 el número de uranistas era de más de 10 000 en Budapest. Tenían varios lugares para reunirse e interactuar, incluidas casas de baños y baños de vapor, así como lugares del centro de la ciudad, la mayoría de los cuales seguirían siendo áreas de cruising populares durante varias décadas.
Unos años más tarde, un grupo de periodistas y policías publicó una obra en dos volúmenes titulada "La criminalidad moderna" (A modern bűnözés) con un capítulo completo dedicado a la homosexualidad, escrito por el comisario de policía József Vogl. Afirmó que la proporción de homosexuales solía ser del 0,5% de la población, y después de la guerra aumentó al 1% y se volvió aún más alta en las grandes ciudades (aunque afirmó que no se habían recopilado datos anteriormente, por lo que no se podía determinar con exactitud). También presentó un registro estadístico, compilado entre 1926 y 1929, de 2000 hombres homosexuales que vivían en Budapest "cuya homosexualidad es innegable". Este contenía información sobre sus edades, estado civil, ocupaciones y si tenían antecedentes penales. De ellos, 345 ya tenían antecedentes penales, con solo unos pocos condenados por homosexualidad y la mayoría por delitos menores, chantaje, etc. Además, quedó claro que los 2000 casos homosexuales no incluían a ninguna prostituta. La policía tenía un expediente separado sobre los casos de prostitución homosexual: desde 1924 más de 400 hombres tenían tal registro policial, incluidos 281 reincidentes.
En 1933, Jeno Szántó, médico en ejercicio del Instituto Real de Salud Pública de Hungría, publicó dos estudios: uno dedicado a la cuestión de la prostitución masculina homosexual basado en un archivo de la policía secreta de 1932, que contenía una lista de 1695 prostitutos homosexuales masculinos, y otro estudio sobre la homosexualidad en Budapest, con estadísticas publicadas de 3425 hombres del registro policial en cuanto a su ocupación, estado civil, religión y antecedentes penales. Szantó señaló que el número de homosexuales conocidos casi se había duplicado desde 1929, cuando József Vogl informó sobre los datos personales de 2000 hombres homosexuales que vivían en Budapest.
El renombrado neurólogo y psiquiatra, Zoltán Nemes-Nagy, publicó un libro titulado "Tragedias en la vida amorosa" en 1933. Mencionaba la existencia del registro y también contenía un estudio de caso del paciente homosexual de Nemes-Nagy, el Sr. K. Destaca la "peculiar" naturaleza sexual de K y, ante todo, lo hace en una publicación sobre las llamadas patologías sexuales. La ubicación de la historia de K en un libro, que analiza todo lo que podría salir mal con el amor, plantea la homosexualidad de K como una "tragedia".
En 1934, Nemes-Nagy dedicó un capítulo entero de su estudio sobre patología sexual a los "Homosexuales en Budapest", así como un capítulo sobre "Mujeres homosexuales" y otro sobre "El castigo de los homosexuales en el pasado y en la actualidad". El capítulo "Homosexuales en Budapest" enumeró lugares de encuentro homosexual conocidos, incluidas casas de baño, playas públicas con cabañas separadas, los alrededores de baños públicos y cámaras de vapor con iluminación limitada. El autor estimó "el número real" de hombres homosexuales en Budapest en unos 15 000, la mayoría de los cuales nunca serían detectados ya que pertenecían a "círculos de lujo, tratando cuidadosamente de evitar la publicidad y cualquier tipo de escándalo que condujera a la policía".

## Segunda Guerra Mundial
Una correspondencia entre el Centro de Seguridad del Estado y el ministro de Defensa de 1942 (recuperada en el Archivo de Guerra Húngaro - Hadtörténelmi Levéltár) contribuye a la aún muy escasa evidencia histórica de que durante la Segunda Guerra Mundial los homosexuales también fueron objeto del control estatal en Hungría. La correspondencia contempla si utilizar o no a los homosexuales como trabajo forzado dentro del Sistema de Servicio Laboral en tiempos de guerra y tiene adjunta una lista de un total de 993 presuntos homosexuales. La frase 'homosexuales registrados oficialmente' se usa en la correspondencia, lo que respalda la suposición de que la lista se basó en el registro policial.

## República Popular de Hungría
El registro homosexual sobrevivió a la Segunda Guerra Mundial y fue utilizado sistemáticamente a lo largo de los años comunistas con fines de chantaje y para mantener bajo vigilancia la subcultura homosexual. La compilación de "inventarios de homosexuales", que proporcionaban posibles víctimas de chantaje a las que se podía obligar a convertirse en informantes de la policía, formaba parte del trabajo policial habitual en las zonas urbanas y especialmente en Budapest. Según las instrucciones del Cuartel General de la Policía Nacional sobre el mantenimiento de registros policiales desde 1958, había 13 tipos de antecedentes penales, y en al menos tres de ellos debían mantenerse datos sobre homosexuales: 'Registros preliminares de personas sospechosas de cometer un delito'; el ‘Registro de Delincuentes Regulares’ y un registro fotográfico de homosexuales condenados. Los registros preliminares de personas homosexuales sospechosas de delitos se mantuvieron solo en la ciudad capital; esto no se requería en el campo o en ciudades y pueblos más pequeños. Los registros de un caso de asesinato a fines de la década de 1960, cuando la homosexualidad había sido despenalizada, hablan del registro policial, que "ayudó a rastrear y resolver el caso". En este caso, la suposición principal de los detectives era que el hombre homosexual de 71 años (que vivía en un barrio elegante de Budapest) había sido asesinado por otro homosexual (probablemente más joven y más pobre). Sin embargo, todos los archivos y el propio registro, junto con muchos otros documentos oficiales, desaparecieron y probablemente fueron destruidos por el Partido Comunista durante o poco después de los cambios democráticos en 1989.
La homosexualidad fue despenalizada en Hungría en 1961, pero hasta 1978 la edad de consentimiento para el sexo homosexual era de 20 años frente a los 14 para el sexo heterosexual. En 1978 la edad de consentimiento sexual se redujo a 18 años para las relaciones sexuales entre personas del mismo sexo en virtud del artículo 199 del Código Penal, que imponía una sanción de hasta tres años de prisión a las personas declaradas culpables de "prácticas sexuales ilícitas antinaturales" con parejas menores de esa edad. Otra desigualdad residía en el Párrafo 209, que otorgaba a la policía el poder de iniciar investigaciones de sospecha de violación en el caso de actos entre personas del mismo sexo, mientras que las investigaciones de actos heterosexuales solo podían continuar después de que la policía recibiera una denuncia.
En Budapest, los hombres homosexuales continuarían reuniéndose en los baños turcos de la ciudad y en las zonas de cruising a lo largo del Danubio. Un bar gay de bajo perfil se estableció a principios de la década de 1950 y logró permanecer en funcionamiento durante unos veinte años.
Las lesbianas continuaron siendo menos visibles públicamente que los hombres homosexuales. En 1982, el director Károly Makk llevó una historia de amor lésbico a la gran pantalla con Another Way, basada en una novela semiautobiográfica "Otro amor" (Törvényen belül) de Erzsébet Galgóczi, quien coescribió el guion con Makk. Ganó el Premio a la Mejor Actriz en el Festival Internacional de Cine de Cannes de 1982 por Jadwiga Jankowska-Cieślak y fue nominada a la Palma de Oro. La película fue una cinta de culto notable para el público lesbiano en la Hungría y Polonia de la Guerra Fría.
La Sociedad Homeros, la primera organización gay de Hungría, se estableció en 1988. Inicialmente un grupo social, rápidamente se convirtió en un lado político. La ley húngara exigía informar los resultados positivos de la prueba del VIH, lo que desalentaba a las personas a hacerse la prueba. En 1989, la Sociedad Homeros obtuvo permiso para dirigir una clínica de pruebas anónimas en Budapest, al principio con carácter experimental.

## Tercera República de Hungría
Unos años después de su fundación, la Sociedad Homeros comenzó a producir Mások ("Los Otros"), una revista LGBT y estableció una línea de ayuda telefónica. La Coalición Szivárvány ("Arcoíris") se formó en 1994 pero no sin dificultades. El estado se negó a otorgar el registro oficial al grupo por dos motivos: una era que el nombre completo incluía la palabra húngara meleg, que tenía una connotación positiva y, según las autoridades, esto podía "engañar" a los jóvenes, mientras que el otro motivo fue la falta de requisito de edad mínima.

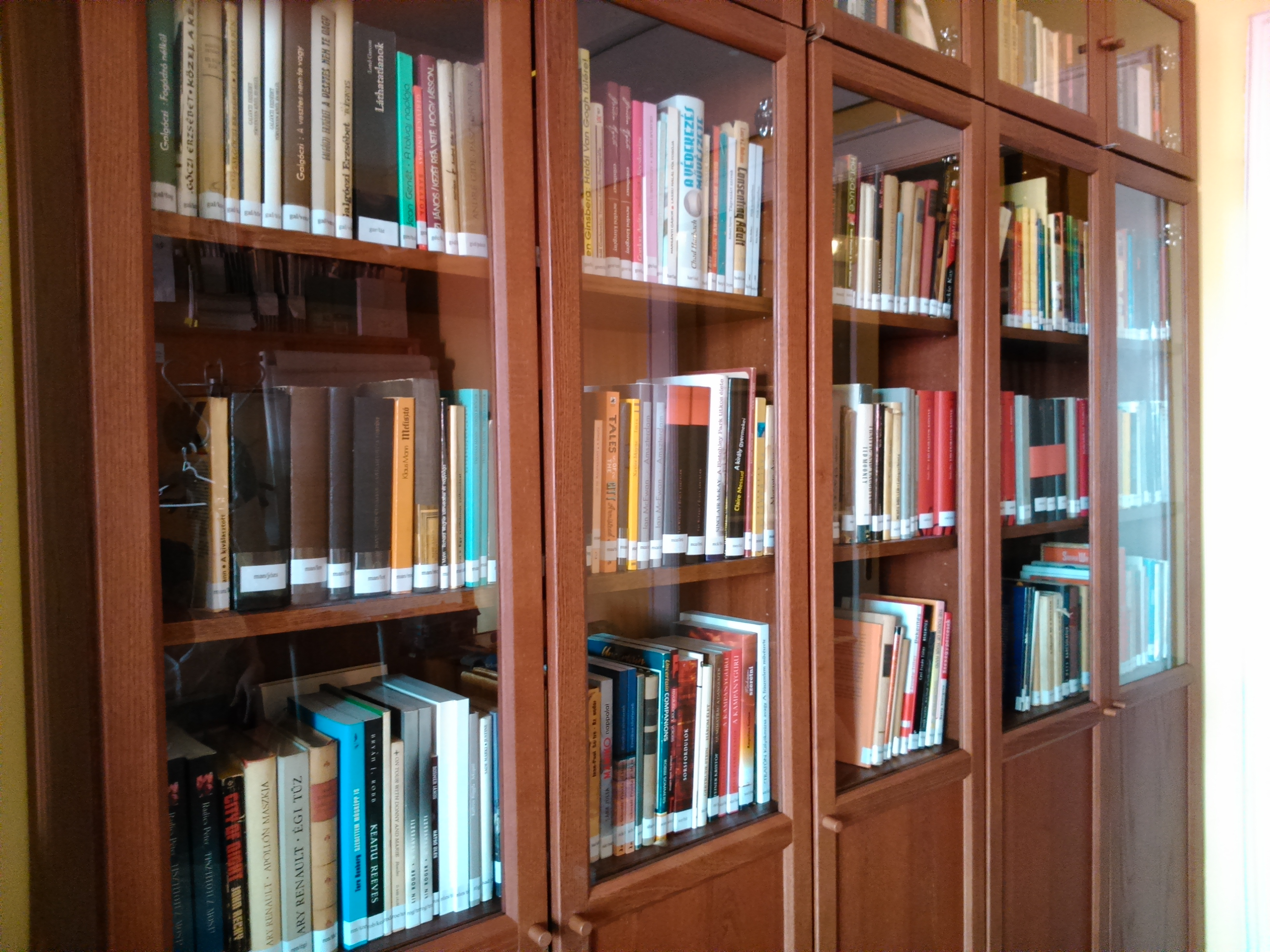
Biblioteca de la Sociedad Háttér.

La Sociedad Háttér se estableció en 1995. Uno de sus primeros proyectos fue llegar a las personas LGBT fuera de Budapest con otra línea telefónica de ayuda. También instituyeron un proyecto de prevención del SIDA, establecieron un archivo y se convirtieron en los principales organizadores de los festivales anuales de cine y del orgullo LGBT de Hungría. En mayo de 2000, en conjunto con el Open Society Institute, abrieron el Servicio de Ayuda Legal para Gays.
Otro grupo, el Grupo de Trabajo Habeas Corpus, fue formado en 1996 por un pequeño número de miembros de Szivárvány. Además de presentar peticiones ante el Tribunal Constitucional, el grupo patrocina debates públicos y brinda un servicio de asistencia legal. Una asociación específicamente lesbiana, Asociación de Lesbianas Labrisz, fue fundada en 1999. Manejaría un grupo de discusión mensual y trabajaría en proyectos educativos. En 2001, varios de esos grupos se unieron para formar Szivárvány Misszió Alapítvány ("Rainbow Mission Foundation"), que ahora se encarga de organizar los eventos del Orgullo. La primera marcha del Orgullo de Budapest se realizó en 1997.
El 17 de diciembre de 2007 la Asamblea Nacional adoptó un proyecto de ley de unión registrada presentado por el gobierno del Partido Socialista Húngaro-Alianza de los Demócratas Libres. El proyecto de ley fue declarado inconstitucional por la Corte Constitucional porque duplicaba la institución del matrimonio para parejas del sexo opuesto. En febrero de 2009, el Parlamento aprobó una versión modificada del proyecto de ley. Desde el 1 de julio de 2009, las parejas del mismo sexo pueden formar uniones registradas. La ley otorga a las parejas inscritas los mismos derechos que a los cónyuges salvo la adopción, la reproducción asistida o la toma de apellido.
El 1 de enero de 2012, entró en vigor una nueva constitución, promulgada por el Parlamento en 2011, que restringe el matrimonio a parejas del sexo opuesto y no contiene garantías de protección contra la discriminación por motivos de orientación sexual.
En diciembre de 2017 se publicó un decreto del gobierno que establece por primera vez una base legal para las transiciones de género. Después del 1 de enero de 2018, las personas transgénero que vivían en Hungría teóricamente podían cambiar su género legal. Requerían un diagnóstico de un profesional médico, pero no tenían que someterse a terapia hormonal, esterilización o cirugía de reasignación de sexo. La Ley de Igualdad de Trato incluyó específicamente la "identidad sexual" entre la lista de características protegidas.
Sin embargo, Transvanilla, una organización con sede en Budapest que hace campaña a favor de los derechos de las personas transgénero, informa que el gobierno se ha negado a cumplir con las solicitudes de cambio legal de género desde 2018. En 2019, se creó un caso conjunto de 23 personas y se presentó ante la Corte Europea de Derechos Humanos.
Tras el confinamiento por la pandemia de COVID-19, el primer ministro Viktor Orbán pudo gobernar por decreto luego de una ley de poderes de emergencia. El 31 de marzo, Día Internacional de la Visibilidad Transgénero, se presentó un proyecto de ley que redefinió el término húngaro "nem", que puede significar "sexo" o "género", para referirse al sexo al nacer, definido como "el sexo biológico determinado por características sexuales y cromosomas". El parlamento votó a favor del proyecto de ley el 19 de mayo de 2020, por lo que es imposible que las personas cambien su género legal. La votación fue de 134 a favor, 56 en contra y 4 abstenciones. Dunja Mijatović, comisionada de derechos humanos en el Consejo de Europa, afirmó que "contraviene las normas de derechos humanos y la jurisprudencia del Tribunal Europeo de Derechos Humanos". El presidente János Áder firmó el proyecto de ley el 28 de mayo de 2020.
En noviembre de 2020, el gobierno de Fidesz propuso una enmienda constitucional que prohibiría la adopción por parejas del mismo sexo. El lenguaje de la enmienda garantizaría "una educación de acuerdo con los valores basados en la identidad constitucional y la cultura cristiana de Hungría". La misma enmienda también restringiría severamente la capacidad de adopción de las familias monoparentales. El 16 de diciembre de 2020 la enmienda fue aprobada por la Asamblea Nacional con 123 a favor, 45 en contra y cinco abstenciones.
En enero de 2021 el gobierno ordenó que un libro publicado por la Asociación de Lesbianas Labrisz incluyera advertencias que decían que "[contiene] un comportamiento incompatible con los roles de género tradicionales". Según un portavoz del gobierno, "el libro se vende como un cuento de hadas... pero oculta el hecho de que describe un comportamiento incompatible con los roles de género tradicionales". En respuesta, la asociación anunció que presentarían una demanda.